# Аргумент от чудес
Аргумент от чудес (англ. argument from miracles) — это теологический аргумент в пользу существования Бога. Наличие чудес утверждается как доказательство существования Бога или иной сверхъестественной силы. Примеры известных защитников аргумента: К. С. Льюис, Г. К. Честертон и Уильям из Оккама.
Аргумент формулируется следующим образом:
1. Есть виды возможных событий, которые лучше всего объясняются сверхъестественной силой.
2. Некоторые обстоятельства и события такого рода действительно имели место.
3. Следовательно, существует сверхъестественный агент.

или
1. Чудеса по определению — это события, лучшим объяснением которых могло бы быть то, что их вызвало сверхъестественное действие.
2. Определенные виды возможных событий — это чудеса.
3. События такого рода действительно были.
4. Следовательно, существует сверхъестественный агент.

Аргумент имеет структуру Modus ponens: «Если (1), то (2); (1) — следовательно, (2)». Однако, этот аргумент используется апологетами и теологами христианства не просто чтобы сказать, что есть какой-то сверхъестественный агент, но чтобы сказать, что есть именно христианский бог:347, то есть структура аргумента приобретает вид:
1. Чудеса по определению — это события, лучшим объяснением которых могло бы быть то, что их вызвало сверхъестественное действие.
2. Определенные виды возможных событий — это чудеса.
3. События такого рода действительно были.
4. Следовательно, существует сверхъестественный агент.
5. Этот сверхъестественный агент — христианский бог.

Аргумент восходит как минимум к Евангелие от Павла (послание коринфянам, часть 1): 
"Ибо я первоначально преподал вам, что и [сам] принял, [то] [есть], что Христос умер за грехи наши, по Писанию, и что Он погребен был, и что воскрес в третий день... Потом явился Иакову, также всем Апостолам; а после всех явился и мне, как некоему извергу.», а затем в другой части того же послания: «А если Христос не воскрес, то и проповедь наша тщетна, тщетна и вера ваша. Притом мы оказались бы и лжесвидетелями о Боге». 
По оценке философа Даниэля Бонивака «аргумент от чудес» является «главным и, возможно, основным аргументом в пользу существования бога в Ветхом и Новом завете и у ранних церковных отцов».
Одни версии аргумента касаются чудес, описанных в Библии. Другие — в более поздних текстах. По опросу:270 2007 г. порядка 79 % населения США верят, что чудеса действительно были — то есть соглашаются с посылкой 2 краткой версии аргумента и с посылками 2, 3 развёрнутой версии аргумента.

## Частные случаи
Одним из примеров и частных случаев этого аргумента является «христологический аргумент»: утверждение, что «исторические свидетельства доказывают, что Иисус Христос воскрес из мертвых, и что это можно объяснить только при наличии христианского Бога».
Другим примером утверждением может быть «многие из пророчеств „Корана“ исполнились, и объяснением этому может быть только то, что Бог (Аллах) существует».

## Контраргументы и восприятие
В основном, ответы на этот «аргумент от чудес» развились в четырёх основных направлениях. Это несколько аргументов (часть из которых приняты как эвристики или нормативы аргументации или исследовательской деятельности) и один методологический подход (основанный на ещё одном аргументе).
Эти аргументы: аргумент непоследовательных свидетельств; аргумент (или правило) Юма о чудесах; аргумент о достаточности иллюзионистского объяснения; указание на тенденциозность заявления, которое делает «аргумент от чудес». Ниже кратко описывается, в чём заключаются эти позиции.

### Тенденциозность аргумента
Одним возражением против «аргумента от чудес» является замечание:135 Дж. Рея о том, что принимаемые предпосылки делают весь аргумент «тенденциозным заявлением» (англ. «tendentious evidence»), то есть заявлением, которое предполагает для начала поверить во что-то по той причине, что в этом нельзя сомневаться — а затем выводит из принятой таким образом предпосылки какие-либо выводы, то есть содержит круговую аргументацию. Подразумевается, что принятую в начале тенденциозного заявления предпосылку (например, «заявления о чудесах действительно описывают чудеса — вещи, которые невозможно объяснить как естественные явления» или «необходимо верить что заявления о чудесах не являются ошибочными», или «произошло чудо — нечто, что невозможно объяснить как естественное явление») в корректной аргументации ещё только предстоит обосновать каким-то образом. То есть, речь о том, что принятая в начале предпосылка не является бесспорной, не является обоснованной — она сама требует какого-то не-тенденциозного и не-кругового, не-априорного обоснования. Дж. Рей указывает, что тенденциозность заявлений является достаточным основанием для того, чтобы тенденциозное заявление было отброшено, как не имеющее доказательной силы. Точно так же в теории аргументации наличие «круга в аргументации» служит достаточным основанием для того, чтобы отбросить весь аргумент, содержащий или использующий «круг».

### Аргумент о противоречивых свидетельствах
Один из контраргументов к «аргументу от чудес» является «аргумент от противоречивых откровений», появляющийся в записях Юма, Д.Дидро и Вольтера:556-570. Этот аргумент утверждает, что «аргумент от чудес ошибочен» потому, что верующие, пророки и теологи заявляют, что произошло очень много разнообразных чудес, подкрепляющих разные религии — и многие из этих заявленных чудес прямо противоречат друг другу, являются несовместимыми. Значит, какие-то из заявленных чудес являются ошибочными заявлениями. Значит, нельзя считать всякое заявление о чудесах обоснованием существования бога. «Аргумент от противоречивых откровений» оспаривает корректность пункта (3) «аргумента от чудес», и частично — пункта (1).

### Аргумент Юма о чудесах
Другое место для контраргументации заключается в том, чтобы отрицать предпосылку, что заявления о чудесах действительно описывают чудесные происшествия. Например, биолог и пропагандист атеизма Ричард Докинз в своём документальном фильме «Корень всех зол?» использует «бритву Оккама» в качестве контраргумента к пункту (1): «для объяснения „чудесного события“ не требуется предпосылка о Боге, если можно найти естественные объяснения произошедшему». В качестве примера он рассматривает заявления о предполагаемых чудесных исцелениях в Лурде. Докинз выражает сомнения относительно их божественной природы, отмечая, что а) количество случаев исцелений крайне мало по сравнению с количеством пришедших больных паломников и просто статистически сложно отличить такую долю «исцелений» от спонтанных ремиссий; б) ряд заявлений об «исцелениях» ничем не подкреплены фактически; в) зарегистрированные заявления об «исцелениях» включают «исцеления» от болезней, которые могли исцелиться сами по себе без необходимости божественного вмешательства. Также, Р. Докинз цитирует:254-256 «правило Д. Юма о чудесах»: 

Никакое свидетельство не достаточно для установления чуда, кроме такого, ложность которого была бы еще большим чудом, нежели тот факт, который оно стремится установитьОригинальный текст (англ.)No testimony is sufficient to establish a miracle, unless the testimony be of such a kind, that its falsehood would be more miraculous than the fact which it endeavours to establish—  David Hume Quotes
 В качестве примера использования этого правила, Р. Докинз обращается к заявлению о чуде, известному как Фатимские явления Девы Марии. В числе прочего, в один из дней заявлялся «танец солнца»: «феномен, не зарегистрированный ни одной астрономической обсерваторией и, следовательно, не имеющий естественного происхождения, наблюдался людьми разных категорий и разных социальных групп…» (присутствовавшими на поле, где трём детям якобы явилась дева Мария (она, якобы, была невидима для всех, кроме трёх детей); присутствовавших и занимавшихся тем, что «смотрели на Солнце», вслед за восклицанием одной из детей). Люди давали различные показания об увиденном — кому-то показалось, что Солнце танцует, кому-то — что оно быстро вращается, кому-то, что дело не в Солнце, а в каком-то металлическом диске. Докинз предлагает:256-259 рассмотреть самое причудливое из подобных заявлений: «…солнце будто прорвало небеса и приготовилось обрушиться на оторопевшую толпу… В тот момент, когда огненный шар почти упал, чтобы всех уничтожить, произошло чудо, и солнце вернулось на свое место на небе и засияло по-прежнему, ярко и спокойно». Разбор случая он проводит так. Можно рассмотреть три варианта объяснений: а) действительно изменились траектории космических тел — Солнца или Земли; б) изменения траекторий не было, а 70 000 свидетелей испытали общую иллюзию; в) этих событий вообще не было, они существуют как история или «народная легенда» — искажено и количество свидетелей, и их отчёты, и действительные события. Третий вариант меньше всего претендует на звание «чуда» — и в соответствии с правилом Юма о чудесах, сначала нужно на каких-то надёжных основаниях отбросить его как альтернативное объяснение этой истории, прежде чем рассматривать другие два варианта.
Это сходится с общим требованием скептиков:31 «сперва исключить все альтернативные объяснения, и только потом рассматривать нечто в качестве свидетельства сверхъестественного явления»
Отметим, что априорный аргумент Юма против чудес не подразумевает, что чудеса невозможны — он подразумевает, что никакие свидетельские показания, какими бы сильными они ни были, не дают оснований полагать, что произошло чудо. Кроме того, Юм упоминает[страница не указана 1746 дней], что свидетельства о чудесах должны быть согласованными и межперсонально идентичными (схожими для разных людей), чтобы заслуживать внимания как свидетельства. Это идентично требованию (о постоянстве восприятия у индивида и между индивидами, см. определения «иллюзии восприятия») в исследованиях восприятия чтобы называть какой-то опыт восприятия не-иллюзией и объяснять его не как иллюзию восприятия. Как пишет:34 К. Франкиш: «кажущаяся аномальность опыта ощущений свидетельствует об иллюзии; если свойство сопротивляется объяснению в физических терминах или обнаруживается только с определенной точки зрения, то самое простое объяснение заключается в том, что оно иллюзорно».
Правило Юма о чудесах оспаривается теологами и апологетами с момента его публикации и по сей день. Критика строится на разных основаниях: построение аналогий с бытовыми ситуациями или мыслимыми сценариями; оспаривание тезиса закрытости каузальной замкнутости (которого, однако, в тезисе Юма не содержится); указание на неоднозначность понятия «чудо»; указание на то, что чудеса логически невозможны и лишь указывают на неполноту знаний о природе; указание на то, что законы природы неприменимы к богу; указание на субъективность оценки чудесности; указание на циркулярность аргумента Юма (за счёт указания на предвзятость в отношении чудес — законы мира описываются как не включающие чудеса, потому что чудеса не принимают в рассмотрение при описании законов); указание на тенденциозное заявление в аргументе Юма («он принимал без доказательства, что известные законы природы не могут быть нарушены»); указание на то, что сам аргумент Юм разрабатывал потому, что сомневался в незыблемости известных ему законов природы; указание на недостаточное использование Юмом статистики и теории вероятности или же на его пренебрежение статистическими ошибками; указание на неправильную оценку вероятности чудес; указание на чудесные особенности наблюдаемого мира; трактовка аргумента как указывающего на невозможность необычных событий; отсылка к общеизвестным каноническим чудесам, заявляемым религиями; тезис об исключительности чудес, заявляемых какой-то конкретной религией; отсылка к принятию на веру каких-то положений в науке; личный опыт наблюдения чудес и некоторые другие варианты.

### Споры о значения термина «чудо» и о трактовке событий
Некоторые философы, пытаясь прояснить используемую христианскими философами концепцию «чуда», указывают:347, что использование этого понятия выглядит так, что кажется, что эти христианские философы сразу явно или неявно встраивают в понятие чуда понятие, что событие вызвано сверхъестественным существом, а не просто является необъяснимым (возможно, необъяснимым на данный момент, в свете доступных данных о природе) событием.:37:108 То есть сразу делают тенденциозное заявление. Более того, иногда такое встраивание рекомендуют христианским философам как необходимое.:7 И таким образом, рекомендуют исключить использование упоминаний чудес для обоснования существования бога (в соответствии с нормами о «круговой аргументации»).

### Иллюзионистский подход к объяснению чудес
Ещё один аргумент и основанный на нём подход, аналогично «правилу Юма» подвергают сомнению предпосылку, что заявления о чудесах действительно описывают чудесные происшествия.
Это позиция скептицизма:262 или иллюзионизма (по терминологии К. Франкиша, см. ниже):16,33 в отношении чудес и в отношении сверхъестественного. К. Франкиш приводит для пояснения этой позиции ссылку на следующий философский принцип: «Если претензии и убеждения людей о чем-то (например, о Боге или о визитах инопланетян) могут быть полностью объяснены как вытекающие из причин, не имеющих связи с самим предметом их убеждений, то это является причиной для дискредитации таких убеждений и рассмотрения вещи как иллюзорной». Д. Чалмерс, придерживаясь во многом противоположных позиций, также признаёт силу этого аргумента, хотя и не принимает его.
Этот подход может использоваться в двух направлениях: чтобы пытаться объяснить личный опыт восприятия чудесных происшествий либо откровений; чтобы объяснить особенности памяти или мышления, которые приводят к представлению о событиях, как о чудесных; и чтобы требовать проверки исторических или массовых свидетельств о чудесах (в этом месте данный подход идентичен следованию правилу Юма о чудесах).
Группу эмпирических возражений против «аргумента от чудес» (так или иначе ставящих под сомнение какие-либо аспекты личного опыта наблюдения чудес) составляют результаты исследований историков, антропологов, медиков. Например, исследования мирового потопа. Или работы, предлагающие, что откровения пророков и их опыт ощущений сверхъестественного связаны с определёнными разновидностями эпилептических припадков[страница не указана 1746 дней], лёгкими или средними симптомами шизофрении и тенденцией к появлению откровений в условиях удушья и усталости (например, в горах), и монотонии (монотонных движениях, звуках и пр. стимуляции; например, при долгой медитации или молитве, долгой ходьбе и пр.)
Под эмпирическими указаниями на особенности памяти и мышления, в силу которых события представляются как чудесные, могут подразумевать избирательность памяти и восприятия, реконструктивность памяти и т. п.

## Аргумент от чудес как аргумент против существования Бога
В спорах о философском значении чудес обычно предполагается, что если бы произошло чудо (нарушение естественного закона или событие, которое никогда невозможно было бы объяснить как естественное), то это было бы доказательством существования какого-нибудь Бога. Однако некоторые философы приводятся аргументы, показывающие, что если бы произошло чудо, то это была бы веская причина отрицать существование Бога.:350
Проблемы аргументации связи чудес с Богом заключаются, например, в том, что бог постулируется (в христианстве) как некая сущность, находящаяся вне пространства и времени нашей вселенной. Вне физического мира. Однако в силу каузальной замкнутости физического мира, возникают вопросы вроде: «как такой бог может быть причиной чуда, которое происходит в нашей физической вселенной?» и «поскольку заявления о чудесах часто связаны с заявлениями о молитвах (запросах к Богу) — то как такой Бог может отвечать на такие запросы?» Такие вопросы ведут к сомнению, что возможна (в каком-либо смысле — метафизически, логически, фактически или хотя бы мыслима, вообразима) связь между Богом «там» и чудесами «здесь».
Другая линия заключается в том, что — к примеру, в христианстве, — Бог постулируется как причина всех событий. Но тогда нет смысла говорить, что он является особой причиной некоторых специальных событий. Из этого Аластер МакКиннон заключает, что у последовательного верующего может быть только две позиции: либо Бог является причиной всех событий — тогда нельзя говорить о конкретных событиях, как о специально вызванных Богом; либо, если существуют «особые сверхъестественные причины конкретных событий», то Бога нельзя рассматривать как «в каком-то смысле причину обычных, естественных событий»:348:162.
Джордж Крайссайдс представляет аргумент:349:322, согласно которому, если событие является чудом (то есть нарушением какого-то научного закона) то его нельзя приписать какому-либо агенту, божественному или нет; если это событие можно отнести к деятельности какого-либо агента, то это не чудо. Его обоснование заключается в том, что «назначение агентства подразумевает предсказуемость», подчинение действия/события какому-то познаваемому закону, но это невозможно в случае чуда.
Другое замечание заключается в том, что понятие чуда, как нарушения естественных законов (то есть, определённое без тенденциозности) несовместимо с понятием Бога.:349 «Если бы кто-то знал, что Бог существует, то ничто не могло бы быть идентифицировано как чудо; напротив, если что-то идентифицируется как чудо, то это веская причина считать, что Бог не существует». Автор этого аргумента (К. Оверолл) ссылается на то, что в христианстве (он строит свой аргумент только для христианского Бога) некоторые философы и богословы убеждали людей рассмотреть предполагаемый порядок, регулярность и гармонию вселенной как свидетельство существования доброго и всемогущего Бога. Но в таком случае чудеса — по определению являющиеся нарушениями этого порядка — являются, следуя этой метафоре, диссонансом в гармонии, дырами в ткани вселенной. Предвидя возражения, что чудеса — не просто дыры пространственно-временной структуры вселенной, но они имеют какую-то цель, замысел, или что есть две непересекающихся сферы познания (научная и чудесная), или что нарушения порядка — небольшая цена за достижения благих божественных целей — автор приводит контраргументы к каждому из этих возражений, опираясь при этом на тезисы самих христианских теологов о свойствах, приписываемых христианскому Богу. И обращает внимание на важность того, что чудеса — если они вообще бывают — либо экстремально редки и тогда это подрывает возможность познания «сферы познания, раскрывающейся через чудеса»; либо они не редки (если верны многие заявления о чудесах, например, в священных писаниях), но тогда они только сильнее подрывают возможность получения людьми связного и непротиворечивого знания о мире и себе.